# Kamensko (Bułgaria)
Kamensko (bułg. Каменско) – dawna wieś w Bułgarii, w obwodzie Burgas, w gminie Sungurłare. Miejscowość wymarła. Na posiedzeniu Rady Ministrów 13 lutego 2013 r. podjęto decyzję o zamknięciu wsi z powodu braku stałych mieszkańców. Jej ziemia została przyłączona do miejscowości Manolicz.